# LOVE STAGE!!
《LOVE STAGE!!》（日语：ラブ ステージ）是影木榮貴和藏王大志的漫畫合作作品。2010年7月號起於角川書店旗下雜誌《CIEL》連載中，三本單行本於2011年5月27日至2013年5月30日發售。台灣由台灣角川出版。
本作改編的電視動畫於2014年7月9日開始播放。

## 故事
父親是歌手，母親是女明星，哥哥聖湖是超人氣樂團「CRUSHERZ」的主唱。在這眾星雲集的明星家族中，瀨名泉水是唯一的平凡人。熱愛「魔法少女菈菈露露」並立志成為漫畫家而努力，某天卻不得不在一場電視廣告中演出。此時，泉水卻和十年前曾共演過一次的超人氣演員一條龍馬重逢了……！？

## 登場角色
瀨名泉水（聲：代永翼）
18歲，8歲時與父母在電視廣告演出失敗後，開始討厭演藝圈的御宅族大學生。漫畫研究會成員，未來的夢想是成為漫畫家。
一條龍馬（聲：江口拓也、平井祥惠（幼少））
20歲，超人氣演員。10年前對一起共同演出的泉水（女裝姿態）一見鍾情。
相樂玲（聲：平川大輔）
「瀨名製作」的幹練經紀人，生長於單親家庭。18歲時母親逝世，原本打算就此離開人世，被聖夜撿回家，是「瀨名製作」的經紀人。把聖夜視為恩人。
《BACK STAGE!!》的主角。
瀨名聖湖（聲：DAIGO）
泉水年長7歲的哥哥，生日4月8日。人氣搖滾樂團「CRUSHERZ」的主唱。非常溺愛弟弟。最愛相樂玲。
《BACK STAGE!!》的主角。
人物原型為DAIGO，「CRUSHERZ」則為「BREAKERZ」。
瀨名聖夜（聲：置鮎龍太郎）
聖湖與泉水的父親，「瀨名製作」的社長，音樂劇演員出身的大牌歌手。
個性溫厚，與妻子渚感情很好。父親是美國人，母親是日本人。
瀨名渚（聲：大原沙耶香）
聖湖與泉水的母親，模特兒出身的女演員。外表年輕，其實比丈夫聖夜年長，性格隨心所欲，福岡縣出身。
外村光輔（聲：山本和臣）
聖湖的專屬經紀人。
黑井高廣（聲：木村良平）
泉水加入的漫畫研究會成員，和泉水是好友。
篠架純（聲：坂井恭子）
一條龍馬的藝能事務所「B-DASH」的經紀人。
龍崎虎次郎（聲：森久保祥太郎）
一條龍馬的藝能事務所「B-DASH」的社長。
飛鷹天馬（聲：間島淳司）
一條龍馬的藝能事務所「B-DASH」的社長秘書。

## 出版書籍
LOVE STAGE!!
| 冊數 | 角川書店       | 角川書店                                                  | 台灣角川       | 台灣角川               |
| 冊數 | 初版發售日期   | ISBN                                                      | 初版發售日期   | ISBN                   |
| ---- | -------------- | --------------------------------------------------------- | -------------- | ---------------------- |
| 1    | 2011年5月27日  | ISBN 978-4-04-854636-2                                    | 2012年9月21日  | ISBN 978-986-287-936-8 |
| 2    | 2012年5月30日  | ISBN 978-4-04-120265-4                                    | 2012年12月13日 | ISBN 978-986-325-114-9 |
| 3    | 2013年5月30日  | ISBN 978-4-04-120723-9                                    | 2013年12月11日 | ISBN 978-986-325-730-1 |
| 4    | 2014年5月31日  | ISBN 978-4-04-121134-2                                    | 2014年11月14日 | ISBN 978-986-366-248-8 |
| 5    | 2014年11月22日 | ISBN 978-4-04-101729-6 - ISBN 978-4-04-101730-2（限定版） | 2015年6月12日  | ISBN 978-986-366-563-2 |
| 6    | 2015年10月1日  | ISBN 978-4-04-103322-7 - ISBN 978-4-04-103323-4（限定版） | 2016年5月19日  | ISBN 978-986-473-081-0 |
| 7    | 2016年11月1日  | ISBN 978-4-04-104889-4                                    | 2017年6月26日  | ISBN 978-986-473-735-2 |

BACK STAGE!!
| 冊數 | 角川書店       | 角川書店               | 台灣角川       | 台灣角川               |
| 冊數 | 初版發售日期   | ISBN                   | 初版發售日期   | ISBN                   |
| ---- | -------------- | ---------------------- | -------------- | ---------------------- |
| 1    | 2011年5月31日  | ISBN 978-4-04-449423-0 | 2012年9月21日  | ISBN 978-986-287-912-2 |
| 2    | 2011年12月28日 | ISBN 978-4-04-100150-9 | 2013年1月12日  | ISBN 978-986-325-141-5 |
| 3    | 2013年6月1日   | ISBN 978-4-04-100866-9 | 2013年12月14日 | ISBN 978-986-325-715-8 |

## 電視動畫
2014年7月開始播放。

### 製作人員
- 原作 - 影木榮貴×藏王大志（KADOKAWA 角川書店「CIEL」連載）
- 監督 - 笠井賢一
- 系列構成 - 横手美智子
- 人物設定 - 伊東葉子
- 道具設定 - 松浦麻衣
- 美術監督 - 栫裕倫
- 色彩設計 - 木村美保
- 攝影監督 - 黑澤豐
- 編輯 - 坪根健太郎
- 音響監督 - 橫田知加子
- 音響製作 - Glovision
- 音樂 - 中西亮輔
- 音樂製作 - Lantis
- 執行製作人 - 安田猛
- 動畫統括 - 松倉友二
- 動畫製作人 - 藤代敦市
- 動畫製作 - J.C.STAFF
- 製作 - 「LOVESTAGE!!」製作委員會

### 主題曲
片頭曲「LΦVEST」
作詞：勇-YOU-，作曲、編曲：太田雅友，歌：SCREEN mode
片尾曲「CLICK YOUR HEART!!」
作詞：，作曲：太田雅友（SCREEN mode），編曲：EFFY（FirstCall），歌：山本和臣

### 各話列表
| 話數   | 日文標題 | 中文標題           | 劇本       | 分鏡     | 演出     | 作畫監督                                |
| ------ | -------- | ------------------ | ---------- | -------- | -------- | --------------------------------------- |
| 第1話  |          | 邁向夢想的大門     | 橫手美智子 | 笠井賢一 | 佐藤光   | 伊東葉子                                |
| 第2話  |          | 因為想要見你       | 橫手美智子 | 笠井賢一 |          | 都築裕佳子 松浦麻衣                     |
| 第3話  |          | 如果是夢就好了     | 橫手美智子 | 篁蒼氓   | 山崎隆   | 中山由美                                |
| 第4話  |          | 但是我喜歡你       | 橫手美智子 | 高田耕一 | 上野史博 | 阿部弘樹、水谷有吾 津雄健德             |
| 第5話  |          | 稍微一下下         | 橫手美智子 | 中野英明 | 中野英明 | 羽田浩二                                |
| 第6話  |          | 是怎麼樣的考驗     | 橫手美智子 | 高田耕一 | 梶井瀨賀 | 小森篤、河野真也 佐藤敏明               |
| 第7話  |          | 這個，難道是       | 橫手美智子 | 佐藤光敏 | 佐藤光敏 | 河野真也、都築裕佳子 小林典昭           |
| 第8話  |          | 0-Stage 男人的作風 | 國澤真理子 | 佐藤光   | 佐藤光   | 中山由美                                |
| 第9話  |          | 哪邊才是正確的     | 國澤真理子 | 高田耕一 | 鈴木洋平 | 松岡謙治、 櫻井司、鄉津春香 能海知佳    |
| 第10話 |          | 不只是喜歡而已     | 橫手美智子 | 笠井賢一 | 福島利規 | 松浦麻衣、河野真也 都築裕佳子、伊東葉子 |
| OVA    |          | 這不僅僅是一點     | 橫手美智子 | 篁蒼氓   | 山崎隆   | 佐藤敏明、香田智樹 松岡謙治、中山由美   |

### 播放電視台
日本深夜動畫：下文記載的日本国内播放時間使用日本標準時間（UTC+9）表示。因為部分時間标识會採用30小时制，因此請留意这类超过24:00的时间，其實際播放時間為翌日清晨。
| 播放地區 | 播放電視台   | 播放日期               | 播放時間（UTC+9）         | 所屬聯播網 | 備註           |
| -------- | ------------ | ---------------------- | ------------------------- | ---------- | -------------- |
| 東京都   | TOKYO MX     | 2014年7月9日－9月10日  | 星期三 25時05分－25時35分 | 獨立UHF局  |                |
| 兵庫縣   | SUN電視台    | 2014年7月9日－9月10日  | 星期三 25時30分－26時00分 | 獨立UHF局  |                |
| 日本全國 | BS11         | 2014年7月10日－9月11日 | 星期四 27時00分－27時30分 | 衛星電視   | 「ANIME+」節目 |
| 三重縣   | 三重電視台   | 2014年7月11日－9月12日 | 星期五 25時50分－26時20分 | 獨立UHF局  |                |
| 埼玉縣   | 埼玉電視台   | 2014年7月13日－        | 星期日 24時30分－25時00分 | 獨立UHF局  |                |
| 千葉縣   | 千葉電視台   | 2014年7月13日－        | 星期日 24時30分－25時00分 | 獨立UHF局  |                |
| 神奈川縣 | 神奈川電視台 | 2014年7月13日－        | 星期日 24時30分－25時00分 | 獨立UHF局  |                |
| 岐阜縣   | 岐阜放送     | 2014年7月15日－        | 星期二 25時00分－25時30分 | 獨立UHF局  |                |
| 福岡縣   | TVQ九州放送  | 2014年7月15日－        | 星期二 27時05分－27時35分 | 東京電視網 |                |

### 藍光／DVD
| 卷數 | 發售日                | 收錄話        | 規格編號   | 規格編號   |
| 卷數 | 發售日                | 收錄話        | 藍光限定版 | DVD限定版  |
| ---- | --------------------- | ------------- | ---------- | ---------- |
| 1    | 2014年9月26日         | 第1話－第2話  | KAXA-7141  | KABA-10280 |
| 2    | 2014年10月31日        | 第3話－第4話  | KAXA-7142  | KABA-10281 |
| 3    | 2014年11月28日        | 第5話－第6話  | KAXA-7143  | KABA-10282 |
| 4    | 2014年12月26日        | 第7話－第8話  | KAXA-7144  | KABA-10283 |
| 5    | 2015年1月30日（預定） | 第9話－第10話 | KAXA-7145  | KABA-10284 |